# Francisco Javier Parcerisa
Francesc Xavier Parcerisa i Boada (en catalan) ou Francisco Javier Parcerisa Boada (en espagnol ; Barcelone, 1803 — Barcelone, 1876) est un peintre, dessinateur et lithographe romantique espagnol.

## Biographie
Francisco Javier Parcerisa naît à Barcelone en 1803,. Il assiste aux cours de la Chambre de commerce de sa ville mais devient un artiste autodidacte se spécialisant dans les lithographies. Il fait l'inventaire des principaux monuments de Catalogne, qu'il dessine. Parcerisa devient membre de la Comisión real de Monumentos Históricos y Artísticos (Commission royale des monuments historiques et artistiques) et de l'Académie royale catalane des beaux-arts de Saint-Georges à Barcelone.

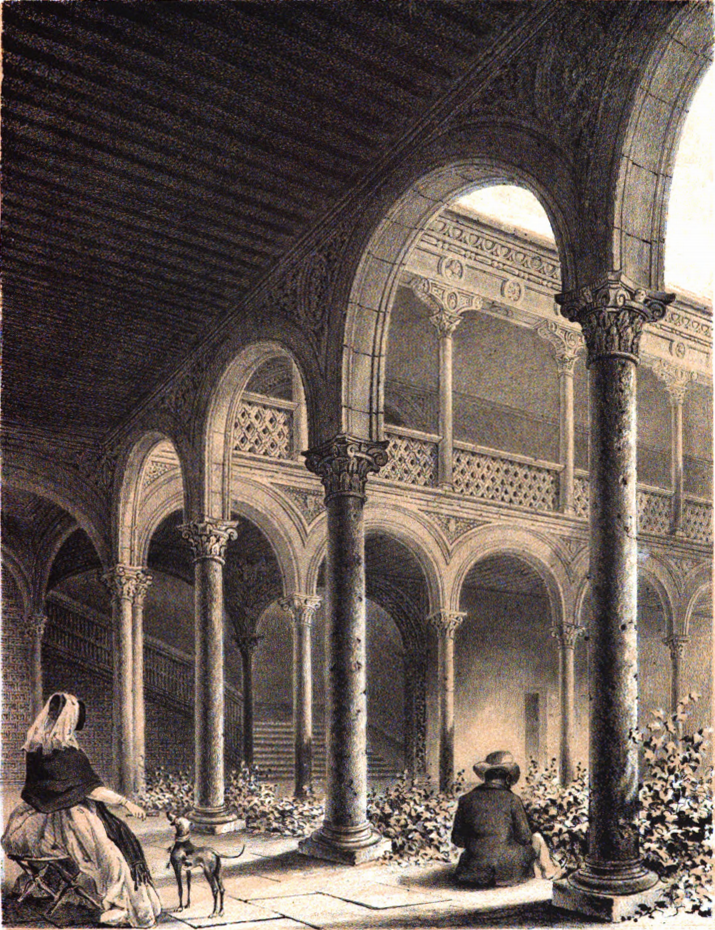
Patio de Fonseca du Palais des Archevêques d'Alcalá de Henares, lithographie de Parcerisa dans Recuerdos y bellezas de España (volume sur la Nouvelle-Castille, 1853).

Il a pour ambition de compiler en un seul ouvrage tous les monuments d'Espagne. C'est ainsi que l'ouvrage Recuerdos y bellezas de España (es) (Souvenirs et beautés d'Espagne), commencé en 1838 et terminé en 1872, est divisé en onze volumes,, chacun consacré à une région différente du pays. Parcerisa se charge des reproductions lithographiques et les images des monuments sont accompagnées d'une description critique et détaillée de ceux-ci. Ces descriptions ont été réalisées par quatre auteurs : Francisco Pi i Margall, responsable du volume consacré à Grenade, Pablo Piferrer (es), responsable des deux volumes sur la Catalogne, Pedro de Madrazo y Kuntz, responsable des volumes sur Cordoue, Cadix et Séville, et José María Quadrado (es), responsable du reste de l'ouvrage.
Le premier volume, consacré à la Catalogne, paraît en 1839 de façon bihebdomadaire et compte un grand nombre d'abonnés parmi les personnalités les plus en vue du pays. L'œuvre finale se compose de 588 lithographies, presque toutes dessinées d'après nature, avec un point de vue très original et une liberté totale dans le traitement de la lumière. Une série de problèmes causés par l'ampleur de l'œuvre fait qu'elle reste inachevée de son vivant, mais neuf ans après la mort de Parcerisa, le texte est terminé. Parcerisa reçoit néanmoins un prix pour ce travail et a été nommé membre de l'Académie royale des beaux-arts Saint-Ferdinand. Recuerdos y bellezas de España est devenu un point de référence, tant pour ses lithographies élaborées que pour les descriptions détaillées des œuvres. Recuerdos y bellezas de España est considérée par F. Boix comme l'œuvre fondamentale de l'étude archéologique du XIXe siècle en Espagne,.
Il a un fils, José Parcerisa, né en 1840, qui se consacre également à la peinture et à la lithographie.

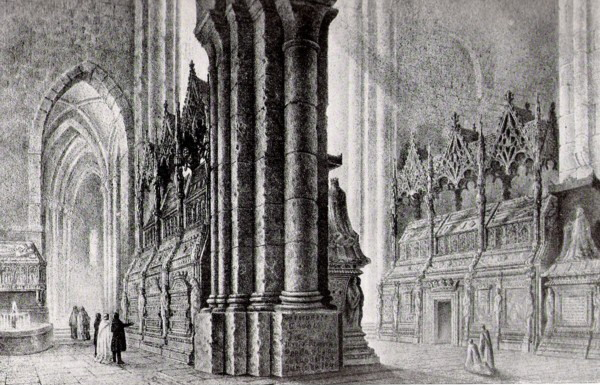
Panteons de Poblet (intérieur de l'abbaye de Poblet), lithographie de Parcerisa dans Recuerdos y bellezas de España (volume sur la Principauté de Catalogne, 1839).

À l'âge de cinquante ans, Francisco Parcerisa met de côté les lithographies et commence à se consacrer à la peinture. Ses peintures descriptives de l'intérieur des cathédrales sont particulièrement remarquables et lui valent plusieurs médailles artistiques. Certaines de ses œuvres sont exposées dans divers musées de Madrid et de Barcelone. Le musée du Prado abrite une peinture à l'huile de la cathédrale de Burgos. Les œuvres de Parcerisa peuvent également être admirées à l'Alcazar de Séville.
Francisco Javier Parcerisa meurt à Barcelone le 27 mars 1876,,.